# Črnike
Črnike (Crnike) su greben u hrvatskom dijelu Jadranskog mora. Nalazi se između najsjevernijeg rta Malog Brijuna Glavine i Obljaka (Okrugljaka), točno sjeverno od sjeverozapadnog rta Malog Brijuna Hlibine, na izlazu iz uvale Črnika.
U Državnom programu zaštite i korištenja malih, povremeno nastanjenih i nenastanjenih otoka i okolnog mora Ministarstva regionalnoga razvoja i fondova Europske unije, svrstana je pod "manje nadmorske tvorbe (hridi različitog oblika i veličine)". Pripada NP Brijunima.